# Goldmann Druck
Die Goldmann Druck AG war eine österreichische Druckereigruppe mit Sitz in Tulln. Sie war mit fünf Produktionsstätten in Österreich, Tschechien und Ungarn tätig und erzielte zeitweise mit 1.100 Mitarbeitern einen Umsatz von 150 Millionen Euro. Das Unternehmen war auf Illustrations-Rollenoffsetdruck spezialisiert und stellte neben Tages- und Wochenzeitungen Magazine, Versandkataloge und Werbeprospekte her.
Zu den Kunden der Druckerei zählten unter anderem der deutsche Otto-Versand und die Metro AG, die österreichische Tageszeitung Österreich sowie die NEWS-Verlagsgruppe, die bei Goldmann die Zeitschriften NEWS, Format und e-media drucken ließ.
Ein weiterer großer ehemaliger Kunde ist die Tageszeitung derStandard (1991 bis 2010).

## Geschichte
Im Jahr 1900 gründete Ferdinand Bartholomäus Goldmann in Tulln eine Druckerei. Ab 1907 werden dort die Tullner Bezirksnachrichten gedruckt. 1941 übernimmt Ferdinand Anton Goldmann die Geschäftsführung. Ab 1965 ist das Unternehmen auch im Offsetdruck und im Fotosatz tätig. 1968 wird die erste Offsetrotationsmaschine angeschafft und 1974 wird die Produktion an die Königstetter Straße verlegt. 1988 wird die erste Produktionsstätte im Ausland errichtet – ein Joint Venture mit Offset Nyomda Budapest und Apollo wird eingegangen. 1996 wird Offset Nyomda im Zuge der Privatisierung von Goldmann vollständig übernommen, später wird auch Apollo aufgekauft.
1989 wird das Unternehmen zur Goldmann Zeitungsdruck GmbH umfirmiert. 1990 eröffnet das Unternehmen auch in Tschechien eine Tochtergesellschaft, die Moraviapress. 2008 wurde die Planung an einer Druckerei in Rumänien aufgenommen.
Im Juli 2011 muss das Unternehmen Insolvenz anmelden. Die Mitarbeiterzahl am Standort Tulln schrumpft von 350 im Jahr 2007 auf 165 Personen. Das Ziel des Verfahrens ist neue Eigentümer für das Unternehmen zu finden. Im September 2011 erhält die Firma Leykam Let´s Print AG den Zuschlag. Das Tochterunternehmen Moravia Press im tschechischen Břeclav sei perfekt für die Bemühungen der Leykam-Gruppe einen Ring an Druckereien in den Nachbarländern aufzubauen, sagt Leykam-Chef Michael Steinwidder. Für Tulln soll es eine Standortgarantie für 27 Monate geben.
Der Standort Tulln wurde im Jahr 2014 endgültig geschlossen, das Betriebsgelände steht zum Verkauf.
Die Goldmann Druck AG bzw. Goldmann Holding Gesellschaft m.b.H. befindet sich in Liquidation (Stand Februar 2015).
2018 wurde das restliche Gelände in Tulln an die Zukunftspark GmbH. verkauft.